# Нагірненська сільська рада
Нагі́рненська сільська́ ра́да — колишня адміністративно-територіальна одиниця та орган місцевого самоврядування в Ренійському районі Одеської області. Адміністративний центр — село Нагірне.

## Загальні відомості
Нагірненська сільська рада утворена в 1947 році.
- Територія ради: 81,9 км²
- Населення ради: 2 611 особа (станом на 2001 рік)
- Водоймища на території, підпорядкованій даній раді: озеро Кагул

## Населені пункти
Сільській раді підпорядковані населені пункти:
- с. Нагірне

## Населення
Згідно з переписом 1989 року чисельність наявного населення сільської ради становила 3071 особа, з яких 1499 чоловіків та 1572 жінки.
За переписом населення 2001 року в сільській раді мешкали 2592 особи.

### Мова
Розподіл населення за рідною мовою за даними перепису 2001 року:
| Мова       | Відсоток |
| ---------- | -------- |
| болгарська | 85,14 %  |
| російська  | 5,32 %   |
| молдовська | 4,52 %   |
| українська | 3,14 %   |
| гагаузька  | 1,57 %   |
| білоруська | 0,08 %   |
| німецька   | 0,04 %   |

## Склад ради
Рада складається з 18 депутатів та голови.
- Голова ради: Загорський Олександр Миколайович
- Секретар ради: Корнєй Надія Петрівна

### Керівний склад попередніх скликань
| Прізвище, ім'я, по батькові      | Основні відомості                                                 | Дата обрання | Дата звільнення |
| -------------------------------- | ----------------------------------------------------------------- | ------------ | --------------- |
| Проданов Микола Михайлович       | Сільський голова, 1961 року народження                            | 26.03.2006   | 31.10.2010      |
| Загорський Олександр Миколайович | Сільський голова, 1975 року народження, освіта вища, безпартійний | 25.05.2014   |                 |

Примітка: таблиця складена за даними сайту Верховної Ради України

### Депутати
За результатами місцевих виборів 2010 року депутатами ради стали:

#### За суб'єктами висування
| Суб'єкт висування                                       | Кількість обраних депутатів | %    |
| ------------------------------------------------------- | --------------------------- | ---- |
| Політична партія Всеукраїнське об'єднання «Батьківщина» | 5                           | 27,8 |
| Політична партія «Сильна Україна»                       | 5                           | 27,8 |
| Самовисування                                           | 5                           | 27,8 |
| Партія регіонів                                         | 2                           | 11,1 |
| Соціалістична партія України                            | 1                           | 5,6  |

#### За округами
| № округу                                                | Прізвище, ім'я, по батькові      | Дата визнання обраним | Освіта             | Партійна приналежність                        | Відомості про обраного депутата                                         |
| ------------------------------------------------------- | -------------------------------- | --------------------- | ------------------ | --------------------------------------------- | ----------------------------------------------------------------------- |
| Партія регіонів                                         |                                  |                       |                    |                                               |                                                                         |
| 14                                                      | Плукчи Григорій Миколайович      | 05.11.2010            | вища               | член Партії регіонів                          | БУЗС, інженер                                                           |
| 18                                                      | Бушняк Людмила Миколаївна        | 05.11.2010            | середня спеціальна | член Партії регіонів                          | фермерське господарство «Бахус», бухгалтер                              |
| Політична партія Всеукраїнське об'єднання «Батьківщина» |                                  |                       |                    |                                               |                                                                         |
| 2                                                       | Стібівка Юлія Олександрівна      | 05.11.2010            | вища               | позапартійна                                  | Нагірненська загальноосвітня школа, вчитель                             |
| 3                                                       | Стойловський Іван Васильович     | 05.11.2010            | середня спеціальна | позапартійний                                 | приватний підприємець                                                   |
| 5                                                       | Малінова Валентина Миколаївна    | 05.11.2010            | середня спеціальна | позапартійна                                  | сільськогосподарський виробничий кооператив «Ренійський», секретар      |
| 9                                                       | Тодоров Михайло Іванович         | 05.11.2010            | середня спеціальна | член Всеукраїнського об'єднання «Батьківщина» | фермерське господарство, фермер                                         |
| 17                                                      | Дерменжи Наталя Сергіївна        | 05.11.2010            | середня спеціальна | позапартійна                                  | приватний підприємець                                                   |
| Політична партія «Сильна Україна»                       |                                  |                       |                    |                                               |                                                                         |
| 4                                                       | Попов Олександр Вікторович       | 05.11.2010            | середня спеціальна | позапартійний                                 | сільськогосподарський виробничий кооператив «Ренійський», бухгалтер     |
| 11                                                      | Бачурська Парасковія Степанівна  | 05.11.2010            | середня спеціальна | позапартійна                                  | тимчасово не працює                                                     |
| 13                                                      | Стоматова Світлана Кирилівна     | 05.11.2010            | вища               | позапартійна                                  | сільськогосподарський виробничий кооператив «ДЮЗ», головний бухгалтер   |
| 15                                                      | Пєнєва Алла Вікторівна           | 05.11.2010            | вища               | позапартійна                                  | Нагірненська загальноосвітня школа, вчитель                             |
| 16                                                      | Мавров Іван Михайлович           | 05.11.2010            | середня спеціальна | позапартійний                                 | сільськогосподарський виробничий кооператив «Авангард», механік         |
| Соціалістична партія України                            |                                  |                       |                    |                                               |                                                                         |
| 12                                                      | Чалмова Лідія Володимирівна      | 05.11.2010            | вища               | член Соціалістичної партії України            | Нагірненська загальноосвітня школа, вчитель                             |
| Самовисування                                           |                                  |                       |                    |                                               |                                                                         |
| 1                                                       | Корнєй Надія Петрівна            | 05.11.2010            | середня спеціальна | позапартійна                                  | Нагірненська сільська рада, секретар                                    |
| 6                                                       | Кирчевський Михайло Георгійович  | 05.11.2010            | середня спеціальна | позапартійний                                 | сільськогосподарський виробничий кооператив «Ренійський», начальник м/з |
| 7                                                       | Кирчевська Людмила Михайлівна    | 05.11.2010            | середня спеціальна | позапартійна                                  | Нагірненська сільська рада, касир                                       |
| 8                                                       | Стоматов Микола Савелійович      | 05.11.2010            | середня спеціальна | позапартійний                                 | БУМВХ, водій                                                            |
| 10                                                      | Константинова Валентина Павлівна | 05.11.2010            | вища               | позапартійна                                  | Нагірненська сільська амбулаторія, головний лікар                       |